# Bandurria
Die Bandurria ist eine aus Spanien stammende gezupfte Kurzhalslaute. Sie hat Ähnlichkeiten mit der Cister und der Mandoline.

## Herkunft und Verbreitung
Der Name bandurria reicht bis ins 14. Jahrhundert zurück und ist von spätlateinisch pandurium, dieses von griechisch πανδοῦρα pandoûra, deutsch ‚Lauteninstrument‘ abgeleitet. Curt Sachs vermutet Beziehungen zwischen Frühformen der Bandurria und der orientalischen Langhalslaute tanbur. Doch erst seit dem 18. Jahrhundert gibt es genauere Beschreibungen, aus denen hervorgeht, dass sich das Instrument kaum verändert hat. Die Original-Bandurria aus dem Mittelalter besaß drei Saiten und keine Bünde. Im Mittelalter stieg die Saitenanzahl auf vier und während des Barocks auf zehn Saiten (fünf doppelchörige Saiten) an.
Sowohl Rückbildungen als auch Variationen der Bandurria sind auf den Philippinen anzutreffen. Auf Kuba wird die Bandurria als Begleitung zu Volksliedern gespielt. Des Weiteren ist sie in weiten Teilen des zentralen und nordöstlichen Guatemala als auch in den Anden Kolumbiens und in Chile anzutreffen.

## Bauform und Spielweise

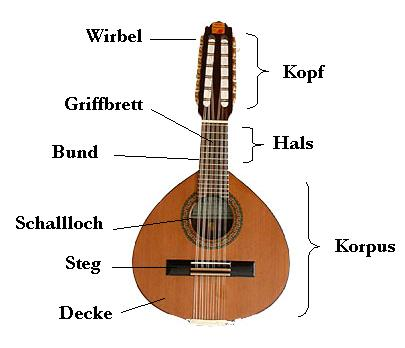
Bandurria

Die heutige Bandurria ist mit 12 Saiten (sechs doppelchörige Saiten) bespannt und besitzt 12 bis 14 Drahtbünde.
Der kleine Korpus besitzt relativ breite Zargen (ca. 7,5 cm) und ihre Länge beträgt 55 bis 58 cm.
Die Saitenpaare sind unisono durchgängig im Quartabstand gestimmt: G♯, c♯, f♯, h, e und a.
Die Bandurria wird in Spanien bevorzugt in der Volksmusik verwendet. Das Instrument wird mit einem Plektrum gespielt, dabei werden lange Melodietöne wie bei der Mandoline in einem schnellen Tremolo ausgeführt. Die Bandurria wird eine Oktave höher als die etwas größere Laúd gestimmt.